# Ventrikelrekonstruktion
Unter einer Ventrikelrekonstruktion versteht man einen herzchirurgischen Eingriff zur Normalisierung der Geometrie des linken Ventrikels des Herzens nach durchgemachtem Herzinfarkt.
Nach einem großen Herzinfarkt mit deutlich eingeschränkter Pumpfunktion, kommt es durch die Ausbildung von Narbengewebe und durch Remodeling (engl. „Umformung“, Anpassungsreaktion der Herzmuskulatur) des Myocards zu einer ischämischen Kardiomyopathie. Die veränderte Form des linken Ventrikels verschlechtert die Auswurfleistung zusätzlich, so dass chirurgisch versucht wird, durch Entfernung von nicht-pumpenden Herzabschnitten, die ursprüngliche Form des Herzens wiederherzustellen. Hierdurch soll eine Verbesserung der Herzleistung erreicht werden.
Erstmals 1989 wurde ein entsprechendes chirurgisches Verfahren, benannt nach dem monegassischen Arzt  Vincent M. Dor, veröffentlicht. Das heute angewandte Verfahren, die Surgical Anterior Ventricular Restoration-Operation (SAVER-OP) ist eine modifizierte Technik dieser Ventrikelrekonstruktion nach Dor.
In einer Studie konnte kein Vorteil bei zusätzlich zu einer Koronararterien-Bypass-Operation durchgeführten SAVER-OP gegenüber einer Bypass-Operation alleine gesehen werden.